# Van mij zijn
Van mij zijn is een lied van de Nederlands-Belgische zanger Katnuf. Het werd in 2022 als single uitgebracht.

## Achtergrond
Van mij zijn is geschreven door Anas Kasmi, Renske te Buck en Iliass Mansouri en geproduceerd door Yam. Het is een nummer uit het genre pop. In het nummer vraagt de liedverteller aan zijn geliefde of ze bij hem wil zijn. De zanger putte inspiratie voor het nummer uit het begin van zijn eigen relatie. De zanger noemde dat het lied het gevoel dat je wel interesse in elkaar hebt, maar niet weet hoe het gaat lopen, beschrijft. Voordat het als single werd uitgebracht, deelde de zanger een preview van het nummer op mediaplatform TikTok. Hij deelde het nummer met de vraag wat zijn fans er van vonden en of er nog dingen beter konden. De preview ging echter gelijk al viraal; het had al meer dan zestig miljoen views voordat het lied werd afgemaakt en als single werd uitgebracht. De zanger was op vakantie in Marokko toen de preview veel werd gedeeld op TikTok. Hierop besloot hij om terug te gaan naar Nederland om het nummer af te maken en uit te brengen. De single ging verder op het succes van de preview en bereikte snel de hoogste positie in de Nederlandse hitlijst van streamingsplatform Spotify. De single heeft in Nederland de dubbelplatina status. In Vlaanderen heeft het de gouden status.

## Hitnoteringen
De rapper had succes met het lied in de hitlijsten van het Nederlands taalgebied. Het kwam tot de eerste plaats van de Single Top 100 en stond twee weken op deze plek. In totaal stond het 35 weken in de hitlijst. Het piekte op de veertiende plek van de Top 40 en was negen weken in deze hitlijst te vinden. In de Vlaamse Ultratop 50 was de 37e plaats de piekpositie. Het stond negen weken in deze lijst.